# Guido Müller (Politiker, 1875)
Guido Müller (* 3. Dezember 1875 in Bözingen; † 22. November 1963 in Biel) war ein Schweizer Politiker (SP), Nationalrat und Stadtpräsident von Biel.

## Leben
Guido Müller wurde als Sohn eines Eisenbahnarbeiters in Bözingen geboren. Nach der Primar- und Sekundarschule in Bözingen absolvierte er von 1891 bis 1893 die Eisenbahnschule des Technikums Biel und schloss 1900 die Handelsschule in Lausanne ab.  Danach arbeitete er im Stations- und Verwaltungsdienst bei verschiedenen Eisenbahngesellschaften, bevor er 1908 eine Stelle als Lehrer am Technikum Biel annahm. Nach einem Nationalökonomie-Studium an den Universitäten Bern und Neuenburg wurde er 1918 zum Gemeindepräsidenten von Nidau gewählt. Nach zwei Jahren im Amt nahm er die Stelle des Stadtschreibers in Biel an.
1921 wurde er zum Bieler Stadtpräsidenten gewählt und blieb bis 1947 im Amt. Von 1922 bis 1925 gehörte er zusätzlich dem Grossen Rat des Kantons Bern, von 1925 bis 1943 dem Nationalrat an. Daneben war er Mitglied des Verwaltungsrats der BKW und der Hypothekarkasse des Kanton Bern.
Guido Müller prägte die Entwicklung des «Roten Biel» vom Sieg in den Stadt- und Gemeinderatswahlen 1921 bis nach dem Zweiten Weltkrieg. Nach der Sanierung der städtischen Finanzen machte er sich durch seine Massnahmen zur Bekämpfung der Arbeitslosigkeit während der Krisenjahre einen Namen (Unterstützung der Uhrenindustrie, Ansiedlung eines Montagewerks der General Motors). Mit der Reorganisation der Gemeindeverwaltung sowie einer weitsichtigen Boden-, Wohnbau- und Sozialpolitik wurde er zum Schöpfer des modernen Biel. Als Anhänger einer Bundesratsbeteiligung der SP und Befürworter der Landesverteidigung im Vorfeld der Programmrevision von 1935 geriet Müller in Konflikt mit dem linken Parteiflügel. Während des Zweiten Weltkriegs zählte er im Nationalrat zu den Kritikern der offiziellen Flüchtlingspolitik.
1947 wurde Guido Müller das Ehrenbürgerrecht von Biel erteilt.

## Werke
- Aus meinem Leben und dem einer Stadt, 1963
- Erinnerungen, Reden, Schriften, hg. von K. Müller, 1970

## Auszeichnungen
- Kunst- und Literaturpreis von Biel
- 1947 Ehrenbürger von Biel